# Змієвська Галина Яківна
Галина Яківна Змієвська (нар. 30 листопада 1946, Харків) — тренер з фігурного катання.

## Біографічні дані
Г. Я. Змієвська народилася  30 листопада 1946 року в Харкові.
В 1983 році закінчила Одеський державний педагогічний інститут імені К. Д. Ушинського.
Протягом 1965—1977 років працювала тренером Харківського спортивного товариства «Зеніт».
В 1977—1995 роках була старшим тренером Одеської спеціальної дитячо-юнацької школи олімпійського резерву.
З 1996 року мешкає та працює у США.

## Вихованці
- Віктор Петренко — заслужений майстер спорту СРСР, олімпійський чемпіон (1992 р.), чемпіон світу (1992 р.), Європи (1990, 1991, 1994 рр.) з одиночного фігурного катання.
- Оксана  Баюл — заслужений майстер спорту України, чемпіонка 17 Олімпійських ігор (1994 р.), світу (1993 р.), України (1992, 1993 рр.), призерка чемпіонатів Європи (1993, 1994 рр.) з одиночного фігурного катання.
- В'ячеслав Загороднюк — заслужений майстер спорту України, Чемпіон України (1994—1996 рр.), Європи (1996 р.), призер першостей Європи (1994, 1995, 1997 рр.), світу (1994 р.) — з фігурного катання.

## Нагороди
- Звання «Заслужений тренер СРСР»
- Звання «Заслужений тренер України»